# پدی گرینوود
پدی گرینوود (انگلیسی: Paddy Greenwood؛ زادهٔ ۱۷ اکتبر ۱۹۴۶) بازیکن فوتبال اهل بریتانیا است.
از باشگاه‌هایی که در آن بازی کرده‌است می‌توان به باشگاه فوتبال بارنزلی، باشگاه فوتبال ناتینگهام فارست، و باشگاه فوتبال هال سیتی اشاره کرد.